# جیاردینو، کاپالبیو
جیاردینو (به ایتالیایی: Giardino) یک منطقهٔ مسکونی در ایتالیا است که در توسکانی واقع شده‌است. جیاردینو ۱۸ نفر جمعیت دارد و ۱۲ متر بالاتر از سطح دریا واقع شده‌است.